# Ságújfalu
Ságújfalu est un village et une commune du comitat de Nógrád en Hongrie.